# Musala (islam)
Musala (tur. musalla ← arap. muṣallā ) molitveni je prostor u islamu. Prostor je na otvorenom i na njemu vjernici skupno mole bajramsku molitvu. Bajramska musala morala biti prostrana radi primanja mnoštva vjernika. Potrebno je da je na povoljnom prirodnom položaju, zbog čega su morale biti udaljene od središta grada. Zato je ona mjesto u prirodi gdje muslimani na otvorenom prostoru zajednički vrše stanovite pobožnosti. Čest slučaj u Bosni i Hercegovini bio je da su bile pored neke rijeke. Prema mnogim hadisima Alahov Poslanik prakticirao klanjati bajram-namaz na musali – otvorenom prostoru. Musale u Bosni i Hercegovini imali su Sanski Most, Banja Luka, Musala, Tešanj i dr.